# 熊本県道240号今吉野甲佐線
熊本県道240号今吉野甲佐線（くまもとけんどう240ごう いまよしのこうさせん）は、熊本県熊本市南区から上益城郡甲佐町に至る一般県道である。

## 概要

### 路線データ
- 起点：熊本県熊本市南区城南町今吉野（城南町今吉野交差点、国道266号交点）
- 終点：熊本県上益城郡甲佐町大字有安（甲佐町有安交差点、国道443号交点）

## 路線状況

### 重複区間
- 熊本県道32号小川嘉島線（熊本市南区城南町築地 - 上益城郡甲佐町大字田口）

## 地理

### 通過する自治体
- 熊本市（南区）
- 上益城郡甲佐町

### 交差する道路
| 交差する道路                                               | 市町村名 | 市町村名 | 交差する場所 | 交差する場所              |
| ---------------------------------------------------------- | -------- | -------- | ------------ | ------------------------- |
| 国道266号                                                  | 熊本市   | 南区     | 城南町今吉野 | 城南町今吉野交差点 / 起点 |
| 熊本県道32号小川嘉島線 重複区間起点                        | 熊本市   | 南区     | 城南町築地   |                           |
| 熊本県道32号小川嘉島線 重複区間終点 熊本県道38号宇土甲佐線 | 上益城郡 | 甲佐町   | 大字田口     |                           |
| 熊本県道239号御船甲佐線                                    | 上益城郡 | 甲佐町   | 大字中山     |                           |
| 国道443号                                                  | 上益城郡 | 甲佐町   | 大字有安     | 甲佐町有安交差点 / 終点   |

### 沿線
- 緑川
- E3 九州自動車道 緑川PA
- 甲佐町立乙女小学校